# Ahoo Daryaei
Ahoo Daryaei is een Iraanse vrouw die zich op 3 november 2024 tot op ondergoed uitkleedde uit ogenschijnlijk protest tegenover een opmerking of aanmaning betreffende haar “incorrecte” klederdracht. Dit vond plaats naast de Islamitische Azad Universiteit in Teheran. Kort na het voorval werd ze gewelddadig aangehouden door de veiligheidsdienst van de universiteit, zichtbaar in de vrij circulerende videobeelden. De universiteit bevestigde haar aanhouding en maakte later bekend dat Daryaei een “mentale stoornis” heeft.

Kort na dit voorval werd Daryaei wereldwijd geprezen voor haar “durf” en “stoutmoedigheid”, en werden vele artikelen gepubliceerd met de vraag: "Wie is Ahoo Daryaei" of "Waar is Ahoo Daryaei". Amnesty International eiste de vrijlating van Ahoo Daryaei  en er volgden demonstraties bij diverse Iraanse ambassades. Op 19 november werd bekend dat Daryaei is vrijgelaten en terug bij haar familie is. Ze werd niet vervolgd vanwege haar “psychiatrische problemen”.